# Liste der Monuments historiques in Brotte-lès-Luxeuil
Die Liste der Monuments historiques in Brotte-lès-Luxeuil führt die Monuments historiques in der französischen Gemeinde Brotte-lès-Luxeuil auf.

## Liste der Objekte
| Bezeichnung                   | Beschreibung                                         | Standort                       | Kennzeichnung | Schutzstatus | Datum | Bild |
| ----------------------------- | ---------------------------------------------------- | ------------------------------ | ------------- | ------------ | ----- | ---- |
| Zwölf-Apostel-Retabel         | Stein, farbig gefasst und vergoldet, 16. Jahrhundert | in der Kirche St-Martin (Lage) | PM70000183    | Classé       | 1912  |      |
| Kanzel                        | Holz, vergoldet, zweite Hälfte des 18. Jahrhunderts  | in der Kirche St-Martin (Lage) | PM70002256    | Inscrit      | 2000  |      |
| Gemälde Heiliger Martin       | Ölfarbe auf Leinwand, Anfang des 19. Jahrhunderts    | in der Kirche St-Martin (Lage) | PM70002257    | Inscrit      | 2000  |      |
| Zwei Beichtstühle             | Holz, 19. Jahrhundert                                | in der Kirche St-Martin (Lage) | PM70002258    | Inscrit      | 2000  |      |
| Kruzifix                      | Holz, farbig gefasst und vergoldet, 18. Jahrhundert  | in der Kirche St-Martin (Lage) | PM70002259    | Inscrit      | 2000  |      |
| Zwei Skulpturen von Bischöfen | Holz, farbig gefasst, 18. Jahrhundert                | in der Kirche St-Martin (Lage) | PM70002260    | Inscrit      | 2000  |      |
| Ewiges Licht                  | Metall, 19. Jahrhundert                              | in der Kirche St-Martin (Lage) | PM70002261    | Inscrit      | 2000  |      |
| Skulptur Mariä Erwartung      | Holz, 17. Jahrhundert                                | in der Kirche St-Martin (Lage) | PM70002326    | Inscrit      | 1974  |      |